# Paolla Oliveira

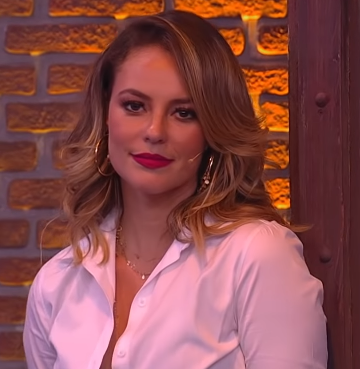
Paolla Oliveira

Caroline Paola Oliveira da Silva (sinh ngày 14 tháng 4 năm 1982) được biết đến với nghệ danh Paolla Oliveira, là một nữ diễn viên người Brasil.

## Tiểu sử
Paolla Oliveira được sinh ra ở São Paulo, bang São Paulo. Cha cô là một cảnh sát quân sự về hưu trong khi mẹ cô là một bà nội trợ. Paolla Oliveira bắt đầu làm việc như một người mẫu khi cô 16 tuổi, nhưng cuối cùng cô đã trở thành một diễn viên sau khi học xong nghệ thuật biểu diễn cùng lúc cô tốt nghiệp chuyên ngành Vật Lý Trị Liệu. Cô là người gốc Bồ Đào Nha, Ý và Tây Ban Nha.

## Sự nghiệp
Sau khi tham gia một số quảng cáo truyền hình, cô tham gia vào TV Record telenovela Metamorphoses (telenovela) vào năm 2004, và trong năm sau đó, cô tham gia dàn diễn viên truyền hình Globo telenovela Belíssima, nơi cô đóng vai "Giovana".
Do sự nổi tiếng của cô ở Belíssima, năm 2005, cô được nhân viên sản xuất của O Profeta mời để đóng vai chính của telenovela với nhân vật có tên là Sônia.
Năm 2007, cô đóng vai Renata trong chương trình TV Globo cuối năm đặc biệt của Os Amadores, và tháng 3 năm 2008, cô được thuê để đóng vai diễn là tay vợt Letícia trong Ciranda de Pedra, một telenovela được thiết lập vào những năm 1950. Cảm hứng cho nhân vật của cô là cầu thủ quần vợt người Brasil có tên là Maria Esther Bueno.
Paolla Oliveira đóng vai chính trong bộ phim Entre Lençóis. Phim bắt đầu vào tháng 5 năm 2008. Bộ phim được phát hành vào ngày 5 tháng 12 năm 2008. Cô đóng vai chính trong Marina ở Insensato Coração năm 2011. Paolla Oliveira đóng vai chính Paloma trong phiên bản năm 2013 Rede Globo telenovela có tên là Amor à Vida. Cô đóng vai nhân vật phản diện Melissa trong phiên bản năm 2015 telenovela có tên là Além do Tempo. Paolla Oliveira đóng vai nhân vật chính Jeiza, một sĩ quan cảnh sát và nhận được sự quan tâm lãng mạn của Marco Pigossi trong phiên bản năm 2017 telenovela có tên là A Força do Querer.